# Antonín Fivébr
Antonín Fivébr (22. prosince 1888 – 26. února 1973) byl český fotbalista, záložník, trenér a akademický malíř.

## Fotbalová kariéra
Patřil k průkopníkům české kopané, hrál za Staroměstský SK Olympia (1904–1907), Spartu Praha (1908–1920), FC Brescia (1920–1923). Za československou reprezentaci již nastoupit nestihl, hrál však na tzv. Pershingově olympiádě roku 1919, kde československý výběr zvítězil. Stál u počátků tzv. železné Sparty 20. let, patřil však ještě k předcházející generaci. Se Spartou získal dva mistrovské tituly, které jsou dnes považovány za oficiální – vyhrál s ní mistrovství Českého svazu fotbalového 1912 a 1919, krom toho ještě středočeský titul roku 1920.

## Trenérská kariéra
Po skončení hráčské kariéry se stal trenérem, nejprve ve Španělsku, kde vedl kluby FC Valencia, Real Oviedo, Levante, Elche CF či Murcie a poté v Sovětském svazu, kde byl vůbec prvním zahraničním trenérem a stal se průkopníkem fotbalu v této zemi. Po 2. světové válce se vrátil do Československa, v letech 1945–1948 vedl tým Jednota Košice. Roku 1958 byl v jednom utkání i trenérem československé fotbalové reprezentace.